# マインラート・フォン・ラウヘルト
マインラート・フォン・ラウヘルト（Meinrad von Lauchert、1905年8月29日 - 1987年12月4日）は、ドイツの陸軍軍人。第二次世界大戦中、ドイツ陸軍第2装甲師団長などを務め、その戦功から柏葉付騎士鉄十字章を受章している。最終階級は少将(Generalmajor)。

## 経歴
1924年4月1日、ラウヘルトは士官候補生(Fahnenjunker)としてヴァイマル共和国軍に入隊した。当初の配属先は第5（プロイセン）騎兵連隊(5. (Preuß.) Reiter-Regiment)であった。1931年2月1日にはシュトルプの訓練中隊(Ausbildungs-Eskadron)に移り中尉(Leutnant)に昇進。1932年春からは同地の第3中隊(3. Eskadron)に移る。その後、1935年3月16日のドイツ再軍備宣言を経てヴァイマル共和国軍はドイツ国防軍に再編・拡大される。10月15日、ラウヘルトは新設の第5対戦車大隊(Panzer-Abwehr-Abteilung 5)に移った。
第二次世界大戦勃発が迫る1937年3月1日には大尉(Hauptmann)に昇進し、1938年11月10日にはバンベルクの第35装甲連隊(Panzer-Regiment 35)に移り、第2中隊(2 Kompanie)の中隊長に任命された。
ポーランド侵攻が始まってから間もなくして、戦闘中に頭部を損傷したステングレイン大尉(Stenglein)と交代する形で第1大隊(I. Abteilung)の大隊長に任命される。さらに1940年春には同大隊を率いてフランス侵攻に参加し、1941年4月1日には少佐(Major)への昇進を果たしている。1941年夏、東部戦線へ移り、9月8日には騎士鉄十字章を受章している。また同日、ドイツ陸軍名鑑へ記載されると共にドイツ陸軍名鑑章を受章した。
ラウヘルトはその技能と戦功から、ハインツ・グデーリアン将軍やハインリッヒ・エーバーバッハ将軍など著名な戦車将校らから注目を受けることとなり、パンター戦車が開発された際にはラウヘルトが最初の2個戦車大隊の訓練に当たった。
1943年、アドルフ・ヒトラー総統はかねてより予定されていた夏季攻勢「ツィタデレ作戦」をラウヘルト率いるパンター戦車隊の到着まで延期させる命令を出している。しかし戦車自体がツィタデレ作戦に間に合わせるべく問題点を残したまま量産されており、乗員にも実戦経験のあるものが少なく、訓練期間も不足していた為、初陣では決して華々しい活躍を見せる事が出来なかった。
その後もラウヘルトはパンター戦車隊を率いて各地を転戦した。1943年8月1日には中佐(Oberstleutnant)に昇進し、第11装甲師団第15装甲連隊の連隊長に任命された。1944年2月1日、大佐(Oberst)に昇進。2月12日には騎士鉄十字章に柏葉が付されている。8月1日から待機司令官(Führerreserve)に編入。
1944年夏、ラウヘルトは東部戦線立て直しの為に編成された急増部隊の1つである第101装甲旅団の司令部付将校に任命される。この部隊はシュトラハヴィッツ戦車隊と呼ばれた部隊の一部であり、ラウヘルトは後に旅団長を務めている。ラウヘルトが率いた第101旅団は北方軍集団と中央軍集団の連絡を回復させる事に成功している。
ルントシュテット攻勢（バルジの戦い）の前夜には第2装甲師団の師団長に任命される。1944年12月16日、第2師団はアメリカの前線を突破して後方奥深くまで浸透し、いわゆる「バルジ」の先端を形作った。しかし燃料不足の為にドイツ軍の攻勢は頓挫し、ラウヘルトらはその場でアメリカ軍を足止めするべく抗戦し続けた。3月1日には少将(Generalmajor)への昇進を果たすものの、多大な損害を被った第2師団は3月中に壊滅した。
3月末、ラウヘルトはライン川に安全な渡河地点は残されていないと語り、第2師団の敗残兵に対して小部隊に別れての東方への脱出を命じた。ラウヘルトは少数の幕僚らと共にライン川を泳いで渡り、現状に絶望した末に任務を放棄し、徒歩でバンベルクの第35装甲連隊駐屯地へ向かった。その後、フランス当局によって逮捕され、1948年まで収監されていた。
1965年のアメリカ映画『バルジ大作戦』の撮影に際してはドイツ側の軍事アドバイザーとして参加し、ドイツ側の主要登場人物であるヘスラー大佐のモデルの1人となった。

## 受章
- 鉄十字章 (1939年章)
  - 二級鉄十字章 - 1939年9月22日
  - 一級鉄十字章 - 1939年10月23日
- 戦車戦章銀章(Panzerkampfabzeichen)
- 東部戦線従軍記章(Winterschlacht Im Osten)
- ドイツ陸軍名鑑章(Ehrenblatt des Heeres) - 1941年9月8日
- ドイツ十字章金章 - 1943年9月5日
- 柏葉付騎士鉄十字章
  - 騎士鉄十字章 - 1941年9月8日、第35装甲連隊長たる少佐として[1]。
  - 柏葉付騎士鉄十字章 - 1944年2月12日、第15装甲連隊長たる中佐として。396人目の受章者。
- 国防軍軍報(Wehrmachtbericht)への記載 - 1944年10月25日

### 国防軍軍報の引用
| 日付                 | ドイツ語原文 | 日本語訳 |
| -------------------- | --- | --- |
| 1944年10月25日(補遺) | In den Kämpfen im ostpreußischen Grenzgebiet haben sich zwei Kampfgruppen unter Führung der Eichenlaubträger Oberst Koetz und Oberst Lauchert besonders ausgezeichnet. | 東プロイセンの国境における戦闘において、柏葉受章者のコエッツ大佐とラウヘルト大佐の率いた2つの戦闘団が特に優れた働きを示した。 |